# Красно-чёрная пиранга
Красно-чёрная пиранга (лат. Piranga olivacea) — вид певчих птиц семейства кардиналовых. Подвидов не выделяют.

## Описание
У самца неповторимый брачный наряд. Оперение на голове и теле красное, блестящее. Крылья и хвост - чёрного цвета. Зимой оперение самца - оливково-зелёное, похоже на оперение самки, однако крылья и хвост чёрные. Вопреки яркости окраски красно-чёрную пирангу трудно обнаружить на дереве, где она ищет ягоды, плоды, насекомых, пауков и улиток. Конусообразный клюв согнут на конце книзу.

## Распространение
Ареал гнездования находится на востоке США и крайнем юго-востоке Канады. Регионы зимовки находятся в Южной Америке. Она живёт в лесах, засаженных лесом территориях, парках или садах.

## Размножение
В период размножения самка прилетает через несколько дней после самца на территорию гнездования, которую самец уже занял на деревьях в ожидании самки. Когда прилетает самка, самец начинает добиваться её своим пением. На высоком дереве самка строит гнездо и откладывает от 3 до 5 яиц, которые высиживает затем примерно 13 дней.

## В культуре
Во время своего пребывания в США композитор Антонин Дворжак записал в свой рабочий блокнот пение пиранги — из этой записи родились резкие реплики скрипки в третьей части его знаменитого Двенадцатого струнного квартета.